# よしかわ進
よしかわ 進（よしかわ すすむ、本名：葭川 進（読みは同じ）、1950年7月6日 - ）は、漫画家。代表作に、『おじゃまユーレイくん』『ヒロインくん』がある。

## 概要
広島県生まれ、永井豪のアシスタントを経て、1977年に『増刊少年サンデー』夏休み第2弾号に掲載された「暑い国からきた少女」でデビュー。1979年から1980年にかけて、ほぼ同時に、『コロコロコミック』に「おじゃまユーレイくん」、『てれびくん』に「ヒロインくん」という”お色気マンガ”を連載した。1980年代はじめには、他にも「マッチョくん」、「つぼっ子ラム」などの作品を小学館の学年別学習雑誌（低学年向け）や『コロコロコミック』などに連載した。
1980年代中頃に一時作品を発表しなかった時期があったが、1980年代終わりから1990年代にかけて書き下ろしの学習漫画（原作付き）をいくつか発表したり、「魔法使いサリー」（原作は横山光輝）を『ぴょんぴょん』と小学館の学習雑誌に連載した。父親の死去をきっかけに、1995年には漫画家をいったん引退した。
2000年9月13日、『おじゃまユーレイくん愛蔵版』が笠倉出版社から復刻されると漫画家活動を再開、2001年3月には「平成版・おじゃまユーレイくん」を『みこすり半劇場』に掲載し、2001年6月5日には『ヒロインくん愛蔵版』も出版された。
その後は同人誌を中心に活動を続けており、2002年冬以降コミックマーケットに出展して、『おじゃまユーレイくん』や『ヒロインくん』の続編を含む作品を発表している。